# Jonathon Blum
Jonathon Gregory Blum, född 30 januari 1989, är en amerikansk professionell ishockeyspelare som spelar för Färjestad BK i SHL. 
Inför säsongen 2005/2006 flyttade han till Kanada för spel i Vancouver Giants i WHL. 
Blum draftades i första rundan i 2007 års draft av Nashville Predators som 23:e spelare totalt.
Han har spelat sammanlagt 110 NHL-matcher för klubbarna Nashville Predators och Minnesota Wild.
Inför säsongen 2015/2016 värvades han av den ryska ishockeyklubben HK Admiral Vladivostok i KHL. Han noterades för 30 poäng (varav 8 mål) under säsongen och blev uttagen till KHL All-Star Game samma år. Han har även spelat för HK Sotji och HK Dinamo Minsk i KHL.
Inför säsongen 2019/2020 skrev Blum på ett tvåårskontrakt med Färjestad BK i SHL.

## Privatliv
Jonathon Blum föddes i Long Beach, Kalifornien som son till John och Dana. Han är uppvuxen i ett judiskt hem. Han är gift med Emilie och har tillsammans med denne två barn; Jackson och Maverick. Vid sidan av ishockeyn gillar han att utöva curling och är även politiskt engagerad.